# 横浜ベイクォーター

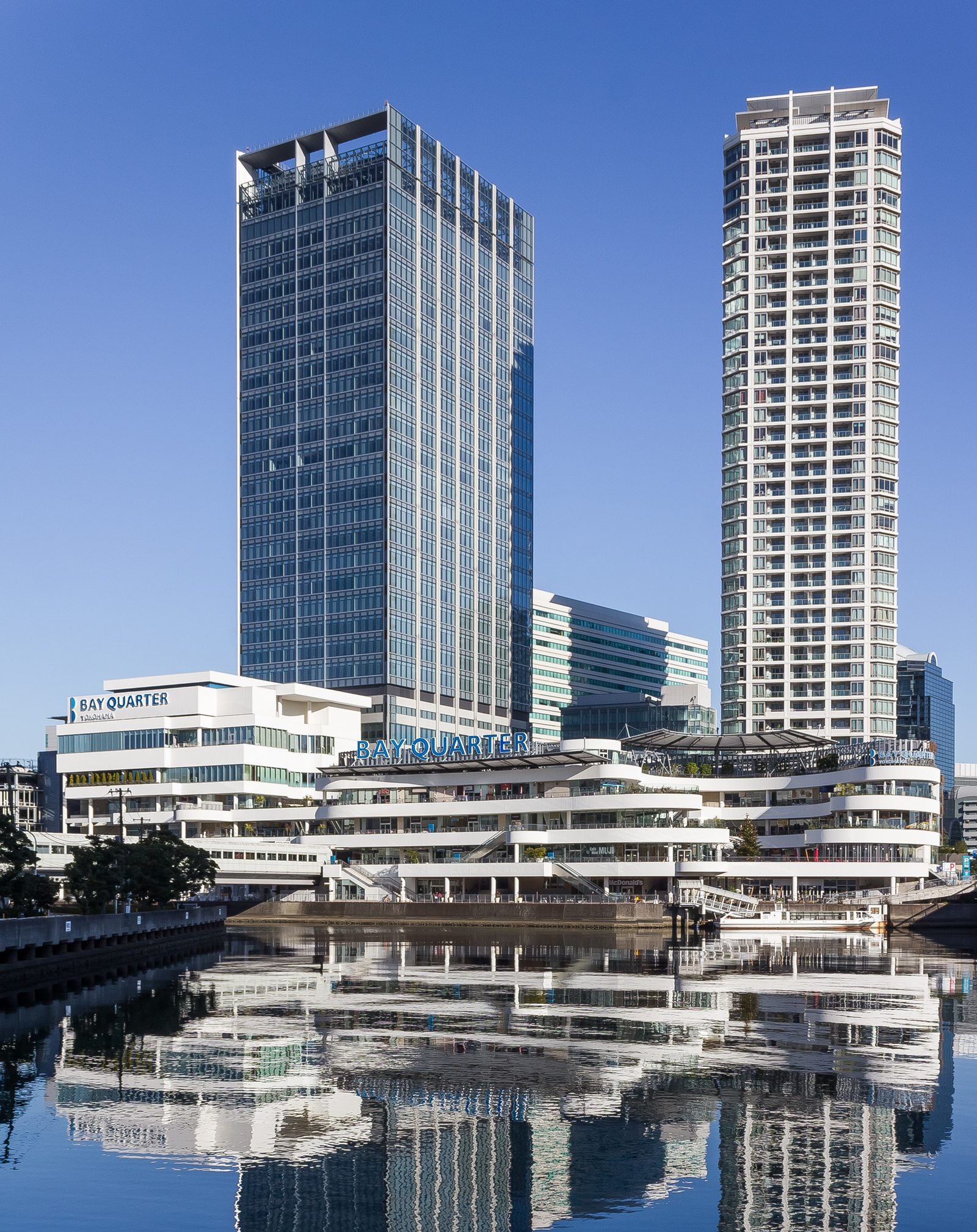
上部左側が業務棟「横浜ダイヤビルディング、右側が住宅棟「ナビューレ横浜タワーレジデンス」

横浜ベイクォーター（よこはまベイクォーター、英語: BAY QUARTER YOKOHAMA）は、横浜駅東口にて2006年8月24日に開業した商業施設である。神奈川県横浜市神奈川区金港町1番地10に位置する。

## 概要
有料駐車場を営む倉庫跡地に、ヨコハマポートサイド地区における再開発の一環として建設された施設で、三菱倉庫株式会社が開発し、三菱倉庫株式会社の100%子会社である横浜ダイヤビルマネジメント株式会社が運営している。隣接地には超高層オフィスビルとタワーマンションがある。
また、当施設の2階より歩行者デッキ「スカイウェイ」が伸びており、ポートサイド中央交差点を超えて同地区の各施設方面へ接続されている。

## 開発の経緯と隣接施設
ヨコハマポートサイドA-3街区における商業棟・住居棟・業務棟の総合再開発プロジェクトとして計画され、2005年、横浜そごう第一駐車場として利用されていた土地に着工し、2006年に商業棟として先行開業した。隣接施設に住居棟「ナビューレ横浜タワーレジデンス」、2009年12月完成の業務棟「横浜ダイヤビルディング」がある。2010年3月、業務棟低層階にベイクォーターANNEXが拡張開業した（下記、「テナント」節も参照）。

## テナント
インテリアのアクタスやサンダルのクロックスなど約75店舗が入居しており、海際に張り出した飲食店のテラス席などが特長である。2008年10月18日、日本マクドナルドとして横浜駅東口エリア初出店の横浜ベイクォーター店がオープンするなど出退店は盛んである。2010年3月19日、隣接する横浜ダイヤビルディングの3階から6階に横浜ベイクォーターANNEXが開業し、ユザワヤなど物販店を中心に25店舗が出店した。

## 交通

### 徒歩
横浜駅方面からは当施設3階に接続している、以下の2つのペデストリアンデッキによりアクセス可能である。
- かもめ歩道橋 - そごう横浜店の2階海側（東側のはまテラス、公開空地）より派新田間川（帷子川分水路）を横断して接続。横浜新都市センターが設置・管理している。
- ベイクォーターウォーク[注 2] - 横浜駅きた通路方面より国道1号および派新田間川を横断して接続。

### シーバス
2階には横浜の海上交通「シーバス」乗り場（横浜駅東口のりば）が併設され、山下公園や赤レンガ倉庫（ピア赤レンガ）、横浜ハンマーヘッド（新港ふ頭桟橋）との行き来ができる。

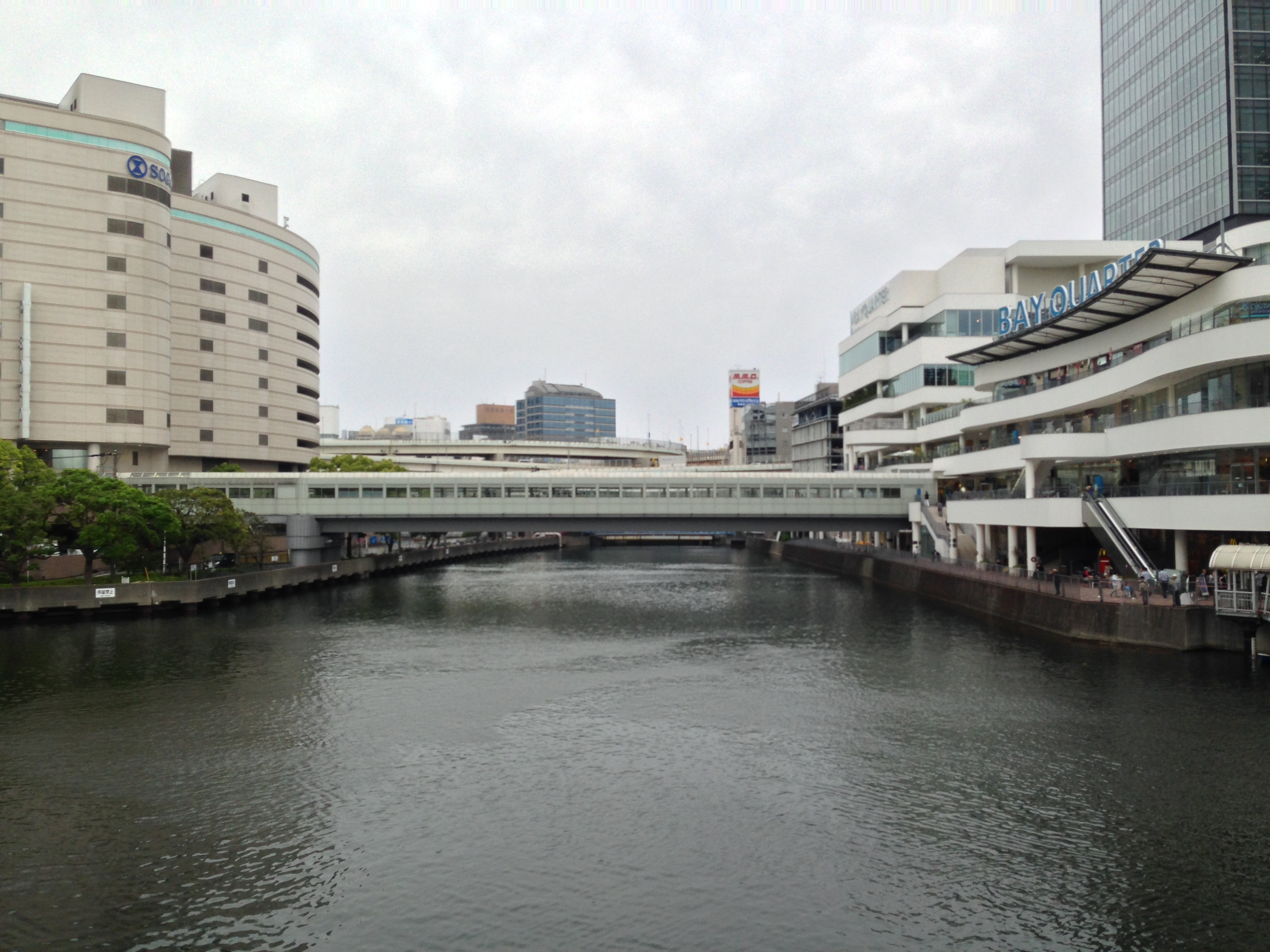
かもめ歩道橋
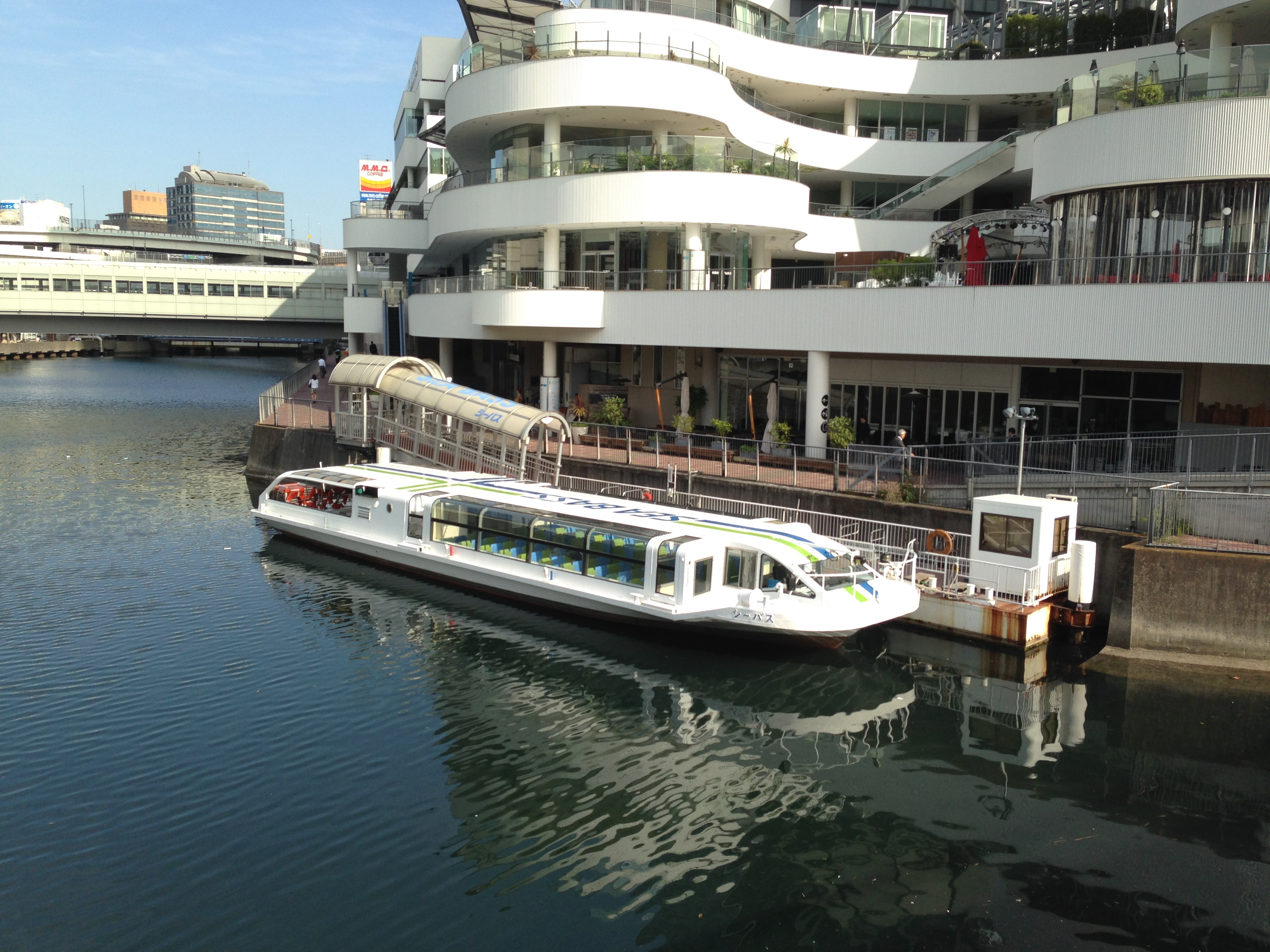
シーバス横浜駅東口のりば

## 周辺
- そごう横浜店（横浜新都市ビル）
- 横浜スカイビル
  - マルイシティ横浜
- ポートサイド地区（当施設を含む周辺の再開発地域）

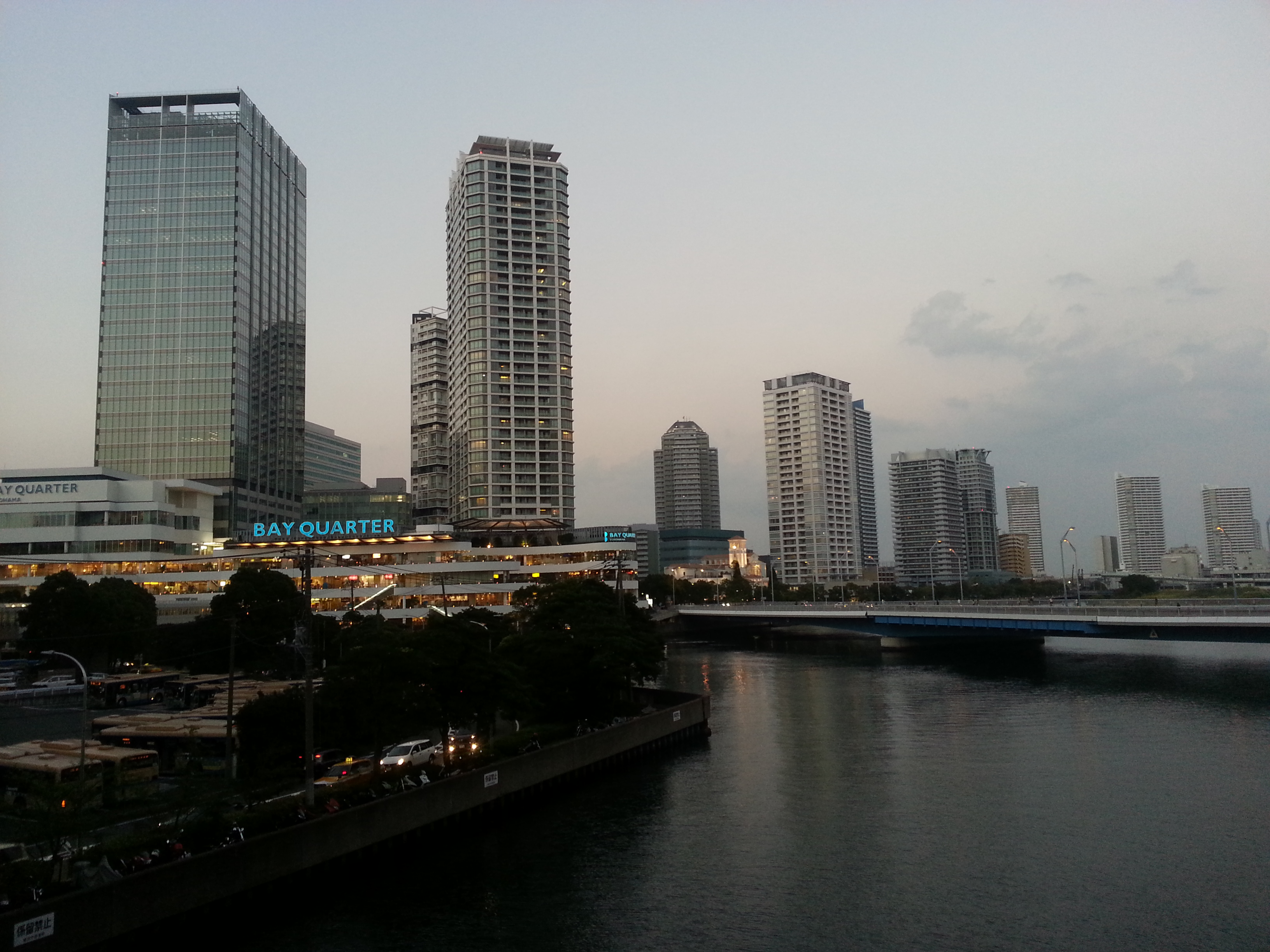
ベイクォーターとポートサイド地区
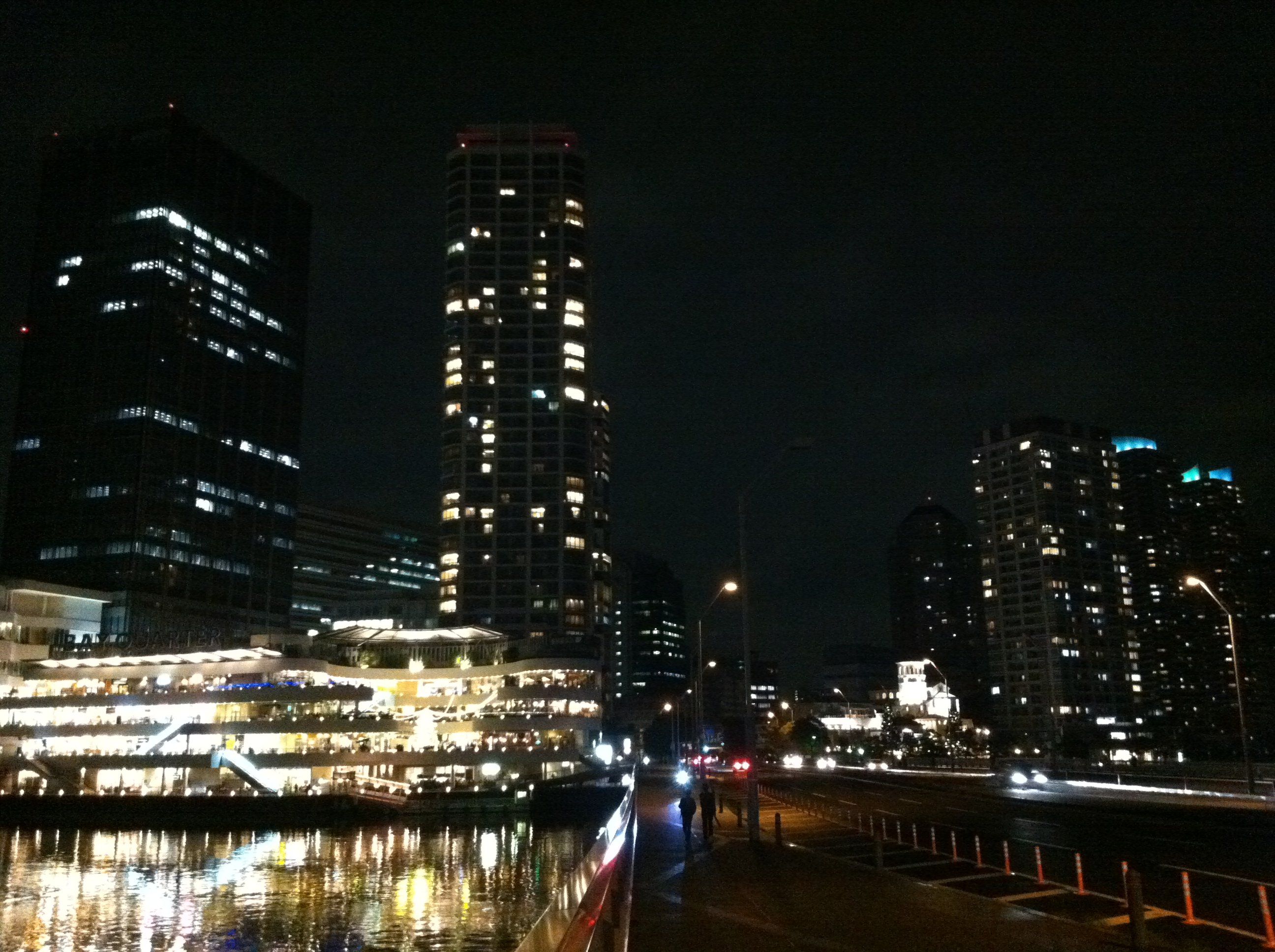
日没後の様子